# Aniba robusta
Aniba robusta es una especie de planta de la familia Lauraceae. Es endémica de Venezuela.
Habita en bosques nubosos a altitudes entre los 1400 a 2300 m.